# Terra Firma
Terra Firma è il secondo album in studio di Tash Sultana, cantante e polistrumentista di nazionalità australiana.

## Tracce
Testi e musiche di Tash Sultana, eccetto dove indicato.
1. Musk – 4:16
2. Crop Circles – 3:35 (Sultana, Matt Corby, Dann Hume)
3. Greed – 3:42 (Sultana, Corby, Hume)
4. Beyond the Pine – 3:56 (Sultana, Corby, Hume)
5. Pretty Lady – 4:39 (Sultana, Corby, Hume)
6. Dream My Life Away (feat. Josh Cashman) – 5:15 (Sultana, Josh Cashman)
7. Maybe You've Changed – 5:22
8. Coma – 5:32
9. Blame It on Society – 4:58
10. Sweet & Dandy – 4:17
11. Willow Tree (feat. Jerome Farah) – 3:19 (Sultana, Jerome Farah)
12. Vanilla Honey – 4:40
13. Let the Light In – 3:00
14. I Am Free – 3:35

## Classifiche

### Classifiche settimanali
| Classifica (2021) | Posizione massima |
| ----------------- | ----------------- |
| Australia         | 1                 |
| Austria           | 25                |
| Belgio (Fiandre)  | 131               |
| Germania          | 7                 |
| Nuova Zelanda     | 16                |
| Paesi Bassi       | 38                |
| Svizzera          | 3                 |

### Classifiche di fine anno
| Classifica (2021) | Posizione |
| ----------------- | --------- |
| Australia         | 38        |